# Oscarverleihung 1972
Übersicht aller ausgezeichneten Filme

◄◄ | ◄ | 1968 | 1969 | 1970 | 1971 | Oscarverleihung 1972 | 1973 | 1974 | 1975 | 1976 | ► | ►►

Weitere Ereignisse
Die Oscarverleihung 1972 fand am 10. April 1972 im Dorothy Chandler Pavilion in Los Angeles statt. Es waren die 44th Annual Academy Awards. Im Jahr der Auszeichnung werden immer Filme des vergangenen Jahres ausgezeichnet, in diesem Fall also die Filme des Jahres 1971.

## Moderation
Helen Hayes, Alan King, Sammy Davis, Jr. und Jack Lemmon führten als Moderatoren durch die Oscarverleihung. 

## Gewinner und Nominierungen
| Film                                        | N | A |
| ------------------------------------------- | - | - |
| Anatevka                                    | 8 | 3 |
| Brennpunkt Brooklyn                         | 8 | 5 |
| Die letzte Vorstellung                      | 8 | 2 |
| Nikolaus und Alexandra                      | 6 | 2 |
| Maria Stuart, Königin von Schottland        | 5 | 0 |
| Die tollkühne Hexe in ihrem fliegenden Bett | 5 | 1 |
| Opa kann’s nicht lassen                     | 4 | 0 |
| Sommer ’42                                  | 4 | 1 |
| Sunday, Bloody Sunday                       | 4 | 0 |
| Uhrwerk Orange                              | 4 | 0 |
| Andromeda – Tödlicher Staub aus dem All     | 2 | 0 |
| Centinelas del silencio                     | 2 | 2 |
| Der Garten der Finzi Contini                | 2 | 1 |
| Hospital                                    | 2 | 1 |
| Klute                                       | 2 | 1 |
| Shaft                                       | 2 | 1 |
| Sie möchten Giganten sein                   | 2 | 0 |
| Tschaikowski                                | 2 | 0 |

### Bester Film
präsentiert von Jack Nicholson
Brennpunkt Brooklyn (The French Connection) – Philip D’Antoni
Anatevka (Fiddler on the Roof) – Norman Jewison
Die letzte Vorstellung (The Last Picture Show) – Stephen J. Friedman
Nikolaus und Alexandra (Nicholas and Alexandra) – Sam Spiegel
Uhrwerk Orange (A Clockwork Orange) – Stanley Kubrick

### Beste Regie
präsentiert von Frank Capra und Natalie Wood
William Friedkin – Brennpunkt Brooklyn (The French Connection)
Peter Bogdanovich – Die letzte Vorstellung (The Last Picture Show)
Norman Jewison – Anatevka (Fiddler on the Roof)
Stanley Kubrick – Uhrwerk Orange (A Clockwork Orange)
John Schlesinger – Sunday, Bloody Sunday

### Bester Hauptdarsteller
präsentiert von Liza Minnelli
Gene Hackman – Brennpunkt Brooklyn (The French Connection)
Peter Finch – Sunday, Bloody Sunday
Walter Matthau – Opa kann’s nicht lassen (Kotch)
George C. Scott – Hospital (The Hospital)
Chaim Topol – Anatevka (Fiddler on the Roof)

### Beste Hauptdarstellerin
präsentiert von Walter Matthau
Jane Fonda – Klute
Julie Christie – McCabe & Mrs. Miller
Glenda Jackson – Sunday, Bloody Sunday
Vanessa Redgrave – Maria Stuart, Königin von Schottland (Mary, Queen of Scots)
Janet Suzman – Nikolaus und Alexandra (Nicholas and Alexandra)

### Bester Nebendarsteller
präsentiert von Richard Harris und Sally Kellerman
Ben Johnson – Die letzte Vorstellung (The Last Picture Show)
Jeff Bridges – Die letzte Vorstellung (The Last Picture Show)
Leonard Frey – Anatevka (Fiddler on the Roof)
Richard Jaeckel – Sie möchten Giganten sein (Sometimes a Great Notion)
Roy Scheider – Brennpunkt Brooklyn (The French Connection)

### Beste Nebendarstellerin
präsentiert von Gene Hackman und Raquel Welch
Cloris Leachman – Die letzte Vorstellung (The Last Picture Show)
Ann-Margret – Die Kunst zu lieben (Carnal Knowledge)
Ellen Burstyn – Die letzte Vorstellung (The Last Picture Show)
Barbara Harris – Wer ist Harry Kellerman? (Who Is Harry Kellerman and Why Is He Saying Those Terrible Things About Me?)
Margaret Leighton – Der Mittler (The Go-Between)

### Bestes Original-Drehbuch
präsentiert von Tennessee Williams
Paddy Chayefsky – Hospital (The Hospital)
Penelope Gilliatt – Sunday, Bloody Sunday
Andy Lewis, David E. Lewis – Klute
Elio Petri, Ugo Pirro – Ermittlungen gegen einen über jeden Verdacht erhabenen Bürger (Indagine su un cittadino al di sopra di ogni sospetto)
Herman Raucher – Sommer ’42 (Summer of ’42)

### Bestes adaptiertes Drehbuch
präsentiert von Tennessee Williams
Ernest Tidyman – Brennpunkt Brooklyn (The French Connection)
Bernardo Bertolucci – Der große Irrtum (Conformista, Il)
Peter Bogdanovich, Larry McMurtry – Die letzte Vorstellung (The Last Picture Show)
Vittorio Bonicelli, Ugo Pirro – Der Garten der Finzi Contini (Il Giardino dei Finzi-Contini)
Stanley Kubrick – Uhrwerk Orange (A Clockwork Orange)

### Beste Kamera
präsentiert von John Gavin und Ann-Margret Olsson
Oswald Morris – Anatevka (Fiddler on the Roof)
Owen Roizman – Brennpunkt Brooklyn (The French Connection)
Robert Surtees – Die letzte Vorstellung (The Last Picture Show)
Robert Surtees – Sommer ’42 (Summer of ’42)
Freddie Young – Nikolaus und Alexandra (Nicholas and Alexandra)

### Bestes Szenenbild
präsentiert von Timothy Bottoms und Jennifer O’Neill
Ernest Archer, John Box, Vernon Dixon, Jack Maxsted, Gil Parrondo – Nikolaus und Alexandra (Nicholas and Alexandra)
Robert F. Boyle, Peter Lamont, Michael Stringer – Anatevka (Fiddler on the Roof)
Robert Cartwright, Peter Howitt, Terence Marsh – Maria Stuart, Königin von Schottland (Mary, Queen of Scots)
Peter Ellenshaw, Hal Gausman, Emile Kuri, John B. Mansbridge – Die tollkühne Hexe in ihrem fliegenden Bett (Bedknobs and Broomsticks)
Boris Leven, Ruby R. Levitt, William H. Tuntke – Andromeda – Tödlicher Staub aus dem All (The Andromeda Strain)

### Bestes Kostüm-Design
präsentiert von Cybill Shepherd und Joe Namath
Yvonne Blake, Antonio Castillo – Nikolaus und Alexandra (Nicholas and Alexandra)
Margaret Furse – Maria Stuart, Königin von Schottland (Mary, Queen of Scots)
Morton Haack – Was ist denn bloß mit Helen los? (What’s the Matter with Helen?)
Bill Thomas – Die tollkühne Hexe in ihrem fliegenden Bett (Bedknobs and Broomsticks)
Piero Tosi – Tod in Venedig (Morte a Venezia)

### Beste Filmmusik (Original Dramatic Score)
präsentiert von Betty Grable und Dick Haymes
Michel Legrand – Sommer ’42 (Summer of ’42)
John Barry – Maria Stuart, Königin von Schottland (Mary, Queen of Scots)
Richard Rodney Bennett – Nikolaus und Alexandra (Nicholas and Alexandra)
Jerry Fielding – Wer Gewalt sät (Straw Dogs)
Isaac Hayes – Shaft

### Beste Filmmusik (Original Song Score)
präsentiert von Betty Grable und Dick Haymes
John Williams – Anatevka (Fiddler on the Roof)
Leslie Bricusse, Anthony Newley, Walter Scharf – Charlie und die Schokoladenfabrik (Willy Wonka & the Chocolate Factory)
Peter Maxwell Davies, Peter Greenwell – Boyfriend (Ihr Liebhaber) (The Boy Friend)
Irwin Kostal, Richard M. Sherman, Robert B. Sherman – Die tollkühne Hexe in ihrem fliegenden Bett (Bedknobs and Broomsticks)
Dimitri Tiomkin – Tschaikowski (Chaykovskiy)

### Bester Song
präsentiert von Joel Grey
„Theme from Shaft“ aus Shaft – Isaac Hayes
„The Age of Not Believing“ aus Die tollkühne Hexe in ihrem fliegenden Bett (Bedknobs and Broomsticks) – Richard M. Sherman, Robert B. Sherman
„All His Children“ aus Sie möchten Giganten sein (Sometimes a Great Notion) – Alan Bergman, Marilyn Bergman, Henry Mancini
„Bless the Beasts and Children“ aus Denkt bloß nicht, daß wir heulen (Bless the Beasts & Children) – Perry Botkin junior, Barry De Vorzon
„Life Is What You Make It“ aus Opa kann’s nicht lassen (Kotch) – Marvin Hamlisch, Johnny Mercer

### Bester Schnitt
präsentiert von Red Buttons und Jill St. John
Gerald B. Greenberg – Brennpunkt Brooklyn (The French Connection)
Folmar Blangsted – Sommer ’42 (Summer of ’42)
Bill Butler – Uhrwerk Orange (A Clockwork Orange)
Stuart Gilmore, John W. Holmes – Andromeda – Tödlicher Staub aus dem All (The Andromeda Strain)
Ralph E. Winters – Opa kann’s nicht lassen (Kotch)

### Bester Ton
präsentiert von Sandy Duncan und Michael York
David Hildyard, Gordon K. McCallum – Anatevka (Fiddler on the Roof)
John Aldred, Bob Jones – Maria Stuart, Königin von Schottland (Mary, Queen of Scots)
Gordon K. McCallum, John W. Mitchell, Al Overton – James Bond 007 – Diamantenfieber (Diamonds Are Forever)
Christopher Newman, Theodore Soderberg – Brennpunkt Brooklyn (The French Connection)
Richard Portman, Jack Solomon – Opa kann’s nicht lassen (Kotch)

### Beste visuelle Effekte
präsentiert von Karen Black und Richard Chamberlain
Danny Lee, Eustace Lycett, Alan Maley – Die tollkühne Hexe in ihrem fliegenden Bett (Bedknobs and Broomsticks)
Jim Danforth, Roger Dicken – Als Dinosaurier die Erde beherrschten (When Dinosaurs Ruled the Earth)

### Bester animierter Kurzfilm
präsentiert von Cloris Leachman und Richard Roundtree
The Crunch Bird – Ted Petok
Der selbstsüchtige Riese (The Selfish Giant) – Murray Shostak, Peter Sander
Evolution – Michael Mills

### Bester Kurzfilm
präsentiert von Cloris Leachman und Richard Roundtree
Centinelas del silencio – Robert Amram, Manuel Arango
Good Morning – Denny Evans, Ken Greenwald
The Rehearsal – Stephen Verona

### Bester Dokumentarfilm (Kurzfilm)
präsentiert von James Caan und Joey Heatherton
Centinelas del silencio – Robert Amram, Manuel Arango
Art Is… – Julian Krainin, DeWitt Sage
Met het oog op avontuur – Han van Gelder
The Numbers Start with the River – Donald Wrye
Somebody Waiting – Woody Omens, Hal Riney, Dick Snider

### Bester Dokumentarfilm
präsentiert von James Caan und Joey Heatherton
Die Hellstrom Chronik (The Hellstrom Chronicle) – Walon Green
Alaska Wilderness Lake – Alan Landsburg
Das Haus nebenan – Chronik einer französischen Stadt im Kriege (Le Chagrin et la Pitié) – Marcel Ophüls
Ra – Lennart Ehrenborg, Thor Heyerdahl
Teufelskerle auf heißen Feuerstühlen (On Any Sunday) – Bruce Brown

### Bester fremdsprachiger Film
präsentiert von Leslie Caron und Jack Valenti
Der Garten der Finzi Contini (Il Giardino dei Finzi-Contini), Italien – Vittorio De Sica
Emigranten (Utvandrarna), Schweden – Jan Troell
Dodeskaden – Menschen im Abseits (Dō desu ka den), Japan – Akira Kurosawa
Schlaf gut, Wachtmeister! (Ha-Shoter Azulai), Israel – Ephraim Kishon
Tschaikowski (Chaykovskiy), Sowjetunion – Igor Wassiljewitsch Talankin

## Ehrenpreise

### Ehrenoscar
Charlie Chaplin

### Scientific and Engineering Award
John N. Wilkinson

### Technical Achievement Award
Thomas Jefferson Hutchinson, James R. Rochester, Fenton Hamilton
Photo Research Division of Kollmorgen Corp.
Robert D. Auguste
Producers Service Corp., Consolidated Film Industries, Cinema Research Corp., Research Products, Inc.
Cinema Products Co.